# Torneo Apertura (Chile)
El Torneo Apertura fue un formato de campeonato de la máxima categoría del fútbol profesional en Chile en la Primera División. Se celebraba en el segundo semestre de cada año, de acuerdo al calendario futbolístico europeo, y es organizado por la Asociación Nacional de Fútbol Profesional de Chile (ANFP).
El primer torneo que se celebró fue en 1997, cuyo campeón fue Universidad Católica. Tras una ausencia de cinco años, el formato volvió en 2002 y se mantuvo vigente hasta 2016 (excepto en 2010, que fue de carácter anual).
Todos los torneos han sido desarrollados bajo el sistema de todos contra todos. Desde 2002 hasta 2012 concluían con una fase final de play offs o eliminación directa, excepto las ediciones de 1997 y de 2007, en las que resultó campeón el equipo que obtuvo mayor puntuación en la tabla. A partir de 2013, se eliminó la fase de play offs, de manera que cada torneo se juega en una sola ronda, resultando campeón aquel equipo que obtenga mayor puntuación en la tabla de posiciones. En caso de igualdad de puntos entre dos equipos, se dirime entre ellos al campeón en un partido único, en cancha neutral.
El equipo que ha ganado más Torneos de Apertura es Universidad de Chile, con cinco en total.
Desde 2018 los Torneos de Apertura y Clausura se convierten en uno solo campeonato, que dura todo el año. El torneo disputado el segundo semestre de 2017 fue el Torneo de Transición 2017. 

## Historial
| Año  | Campeón                  | Subcampeón           | Trofeo                         |
| ---- | ------------------------ | -------------------- | ------------------------------ |
| 1997 | Universidad Católica     | Colo-Colo            | Copa Banco del Estado de Chile |
| 2002 | Universidad Católica (2) | Rangers              | Copa BancoEstado               |
| 2003 | Cobreloa                 | Colo-Colo            | Copa BancoEstado               |
| 2004 | Universidad de Chile     | Cobreloa             | Copa BancoEstado               |
| 2005 | Unión Española           | Coquimbo Unido       | Copa BancoEstado               |
| 2006 | Colo-Colo                | Universidad de Chile | Copa BancoEstado               |
| 2007 | Colo-Colo (2)            | Universidad Católica | Copa BancoEstado               |
| 2008 | Everton                  | Colo-Colo            | Copa BancoEstado               |
| 2009 | Universidad de Chile (2) | Unión Española       | Copa BancoEstado               |
| 2011 | Universidad de Chile (3) | Universidad Católica | Huemul de Plata                |
| 2012 | Universidad de Chile (4) | O'Higgins            | Huemul de Plata                |
| 2013 | O'Higgins                | Universidad Católica | Huemul de Plata                |
| 2014 | Universidad de Chile (5) | Santiago Wanderers   | Huemul de Plata                |
| 2015 | Colo-Colo (3)            | Universidad Católica | Huemul de Plata                |
| 2016 | Universidad Católica (3) | Deportes Iquique     | Huemul de Plata                |

## Palmarés
| Equipo               | Campeón                          | Subcampeón                 |
| -------------------- | -------------------------------- | -------------------------- |
| Universidad de Chile | 5 (2004, 2009, 2011, 2012, 2014) | 1 (2006)                   |
| Universidad Católica | 3 (1997, 2002, 2016)             | 4 (2007, 2011, 2013, 2015) |
| Colo-Colo            | 3 (2006, 2007, 2015)             | 3 (1997, 2003, 2008)       |
| Cobreloa             | 1 (2003)                         | 1 (2004)                   |
| Unión Española       | 1 (2005)                         | 1 (2009)                   |
| O'Higgins            | 1 (2013)                         | 1 (2012)                   |
| Everton              | 1 (2008)                         | 0                          |
| Rangers              | 0                                | 1 (2002)                   |
| Coquimbo Unido       | 0                                | 1 (2005)                   |
| Santiago Wanderers   | 0                                | 1 (2014)                   |
| Deportes Iquique     | 0                                | 1 (2016)                   |